# Georgia O'Connor
Georgia Ann Cardinali, tidigare O'Connor, född 18 februari 2000 i Durham i nordöstra England, död 22 maj 2025, var en brittisk professionell boxare. 

## Biografi
O'Connor växte upp i Durham i nordöstra England, men bodde även en kortare period i Frankrike, där hon lärde sig att prata flytande franska. Hon hade svart bälte och var trefaldig nationell mästare i taekwondo, samt var helt obesegrad i kickboxning. Hon studerade till civilingenjör, samt spelade gitarr och sjöng på sin fritid.
Hon debuterade som proffsboxare som 21-åring den 16 oktober 2021, då hon tävlade och vann mot Ester Konecna, i en boxningsmatch som ägde rum på Newcastle Arena i Newcastle. Efter vinsten mot Konecna tävlade hon i ytterligare två boxningsmatcher, där hon vann mot Erica Alvarez (april 2022) och Joyce Van Ee (oktober 2022). I sin karriär som amatör vann hon flera internationella medaljer, bland annat en guldmedalj vid 2017 års Samväldesspel (ungdomssidan).
O'Connor, som led av ulcerös kolit och primär skleroserande kolangit, blev diagnostiserad med cancer i januari 2025, och avled den 22 maj samma år, 25 år gammal. Hon hade bara tretton dagar innan sin bortgång gift sig med sin partner Adriano Cardinali, och bytt efternamn från O'Connor till Cardinali.